# FS E.464
Die Baureihe E.464 sind elektrische Lokomotiven, die ab 1999 bei ADtranz (später Bombardier Transportation, inzwischen Alstom) von der italienischen Staatsbahn Ferrovie dello Stato (Trenitalia), den Ferrovie Emilia Romagna (FER) sowie dem Trasporto Ferroviario Toscano (TFT) beschafft wurden.
Gefertigt wurden die Lokomotiven im Bombardier-Werk in Vado Ligure unter der firmeninternen Bezeichnung TRAXX P160 DCP. Bis Februar 2013 wurden 699 Einheiten dieser Baureihe ausgeliefert.
Im November 2013 gab Trenitalia bekannt, dass bei Bombardier eine weitere Serie von 29 Lokomotiven der Baureihe E464 bestellt wurde, eine Investition von circa 300 Millionen Euro. Diese sollten in den Regionen Lazio, Veneto und Liguria eingesetzt werden, zusammen mit 150 neuen Wagen des Typs Vivalto.
In Italien werden die Maschinen als „locomotiva monocabina“ (Lokomotive mit nur einem Führerstand) bezeichnet.

## Technische Merkmale

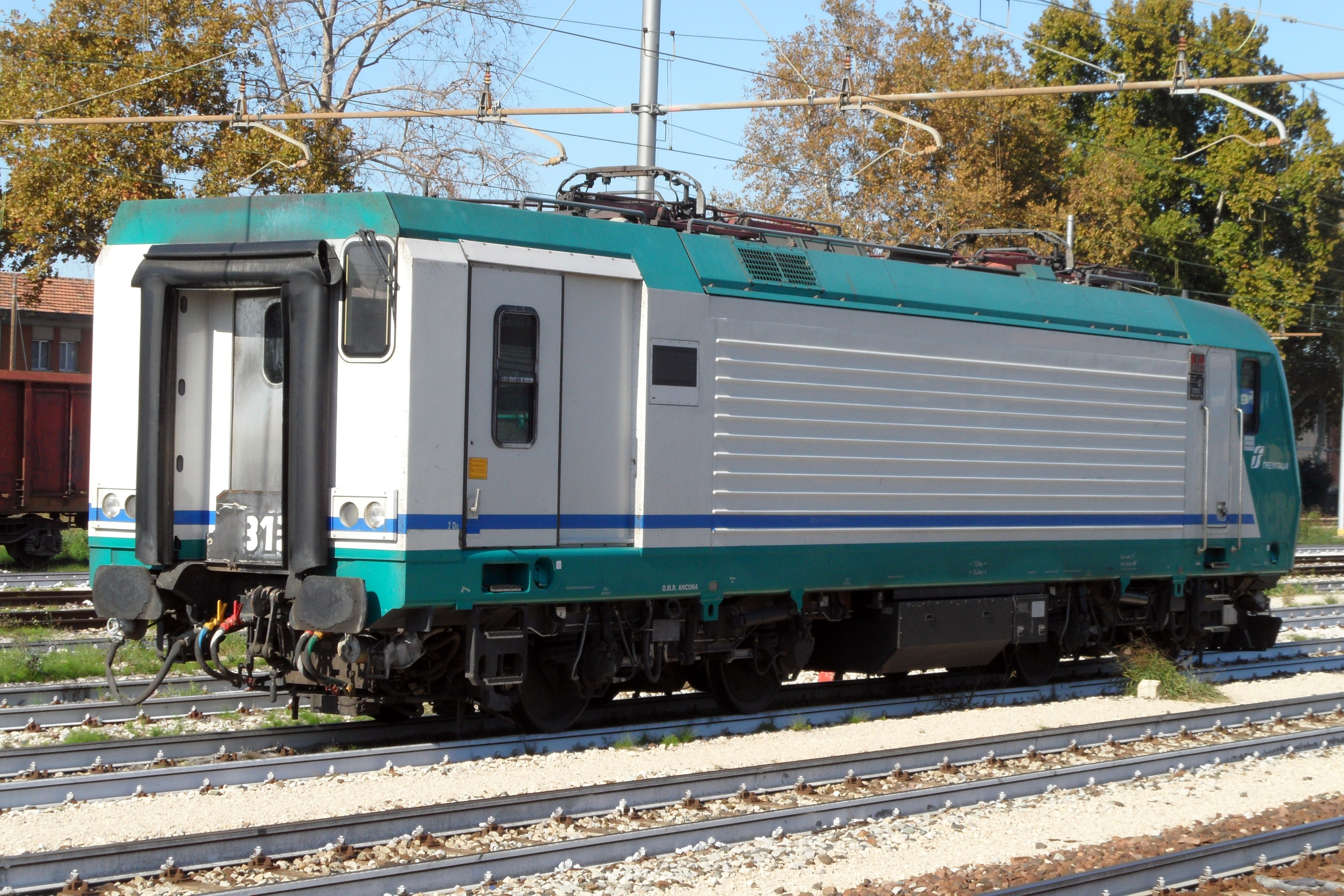
Übergangsende mit Gepäckraum und Hilfsführerstand

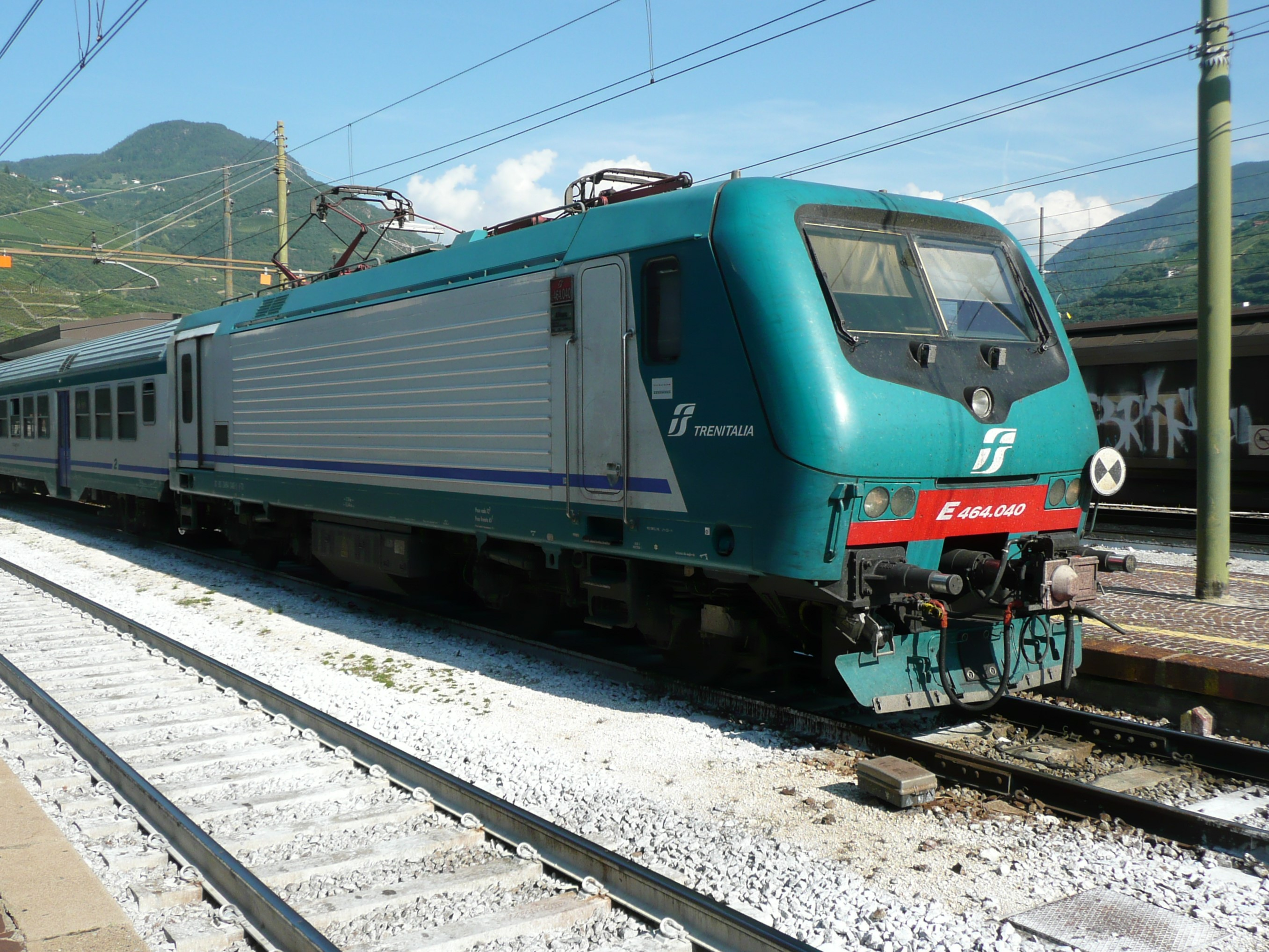
Ansicht der E464 040 von der rechten Seite

Da die Maschinen ausschließlich mit Wendezügen eingesetzt werden, verfügen sie auch nur über einen vollausgerüsteten Führerstand. Am anderen Ende befindet sich ein Mehrzweck-/Gepäckabteil mit Hilfsführerstand sowie ein Wagenübergang mit Gummiwulst. Lokomotiven der Baureihe E.464 laufen auf Drehgestellen und Achsantrieben ähnlich denjenigen der Reihe 101 der Deutschen Bahn, die Fahrmotoren sind jedoch Doppelstern-Asynchronmotoren. Der Lokomotivkasten wurde von SLM entwickelt, die Leistungselektronik in GTO-Technik ist mit derjenigen der RABDe 500 der SBB verwandt, ebenso die Fahrzeugleittechnik.
Die ersten Maschinen besaßen bei ihrer Auslieferung beidseitig herkömmliche Zug- und Stoßeinrichtungen. Mittlerweile wurden jedoch nahezu alle Fahrzeuge am Führerstandsende mit einer automatischen Scharfenbergkupplung mit Kontaktaufsatz und tellerlosen Hilfspuffern ausgerüstet. Am Übergangsende wurde die Schraubenkupplung beibehalten. Die Lokomotiven sind sowohl mit der konventionellen italienischen Wendezugsteuerung (condotta 78 poli), als auch mit der TCN-Wendezug- und Vielfachsteuerung ausgestattet. Somit können sie flexibel mit allen Fahrzeugen des Regionalverkehrs eingesetzt werden.